# Teee Sanders
Teee Sanders, née le 28 mars 1968 à Los Angeles, est une joueuse de volley-ball américaine.

## Carrière
Teee Sanders participe aux Jeux olympiques de 1992 à Barcelone et remporte la médaille de bronze avec l'équipe américaine composée de Paula Weishoff, Yoko Zetterlund, Elaina Oden, Kimberley Oden, Liane Sato, Caren Kemner, Ruth Lawanson, Tammy Liley, Janet Cobbs, Tara Cross-Battle et Lori Endicott.